# Красний (потік, Словаччина)
Красний потік (словац. Krásny potok) — річка в Словаччині, ліва притока Турця, протікає в окрузі Мартін.
Довжина приблизно 4,4—4,5 км. Витік лежить у масиві Мала Фатра (частина Лучанська Фатра; схил гори Предваласка) — на висоті близько 690 метрів. Протікає територією міста Мартін.
Впадає в Турець на висоті приблизно 390—395 метрів.